# Tysk idealisme
Tysk idealisme, også kaldt den tyske idealisme, var en filosofisk strømning i slutningen af 1700-tallet og i begyndelsen af 1800-tallet, med rødder i dele af Immanuel Kants filosofi. Filosofferne Fichte (1762-1814), Hegel (1770-1831) og Schelling (1775-1854) var strømningens hovedrepræsentanter. Det er omstridt, hvorvidt Immanuel Kant skal regnes med til den tyske idealisme, men det er ikke omstridt, at han har været en stærk inspirationskilde for den tyske idealisme. Andre filosoffer, der kan regnes med til strømningen, er Friedrich Schleiermacher og Arthur Schopenhauer. Der er ikke tale om en egentlig filosofisk skole, men der er alligevel en række fællestræk i tema og holdning.
Den tyske idealisme repræsenterer en udvikling inden for filosofi, der fokuserede på begreber som frihed, subjektivitet, bevidsthed og selvbevidsthed. Tilgangen havde en betydelig indflydelse på efterfølgende filosofiske retninger og bevægelser. Den tyske idealisme indledte og inspirerede i høj grad romantikken.  Den lagde også grunden for eksistentiel filosofi, fænomenologi og marxisme, og dens indflydelse kunne desuden spores i senere filosoffers tanker, herunder Friedrich Nietzsche og Søren Kierkegaard.

## Udgangspunktet hos Kant
Kants filosofi var udgangspunktet for den tyske idealisme. Af særlig betydning er hans kopernikanske vending af erkendelsesteorien: I stedet for, at menneskets bevidsthed retter sig efter genstandene, retter genstandene sig efter bevidstheden. Menneskets erkendelse af verden er subjektiv, dvs. afhængig af bevidstheden og dens erkendelsesredskaber. Det er således tale om idealisme – helt præcist: subjektiv idealisme, da der tages udgangspunkt i subjektet (mennesket).
Det er denne kantianske idealisme, der er både inspiration og anstødssten for den tyske idealisme. Anstødsstenen er først og fremmest hans tanke om ”tingen i sig selv” (”das Ding an sich”). Kant siger, at vi ikke kan vide noget om, hvordan en ting (f.eks. et træ) er i sig selv – kun hvordan den fremtræder for os i kraft af bevidsthedens erkendelsesredskaber.
Den tanke, at tingen i sig selv er ukendt for mennesket - at den ligger uden for erkendelsens grænser - er dybt utilfredsstillende for både Fichte, Hegel og Schelling. De mener tværtimod, at det er muligt at få en erkendelse af tingen i sig selv. De har alle - især Hegel - en ambition om at opstille et filosofisk system, der omfatter hele tilværelsen.

## Den idealistiske løsning
Fichte, Hegel og Schelling er enige om, at den egentlige virkelighed er noget åndeligt, ikke noget materielt. Det betyder, at de ydre genstande – tingene i sig selv – dybest set er et udtryk for noget åndeligt. Derved kan de erfares af bevidstheden, som jo også er noget åndeligt. Heri ligger de tre filosoffers idealistiske løsning på problemet.
Tydeligst ses denne tanke måske i Schellings naturfilosofi. Han siger, at naturen dybest set er ånd, et udtryk for ånd. Naturens processer er udtryk for den usynlige ånds processer. Naturens produkter (planter, dyr, mennesker, osv.) er produkter af ånden. Ånden selv er usynlig, men den viser sig synligt i naturen.
Naturen er således en manifestation af ånd. Derved bliver dens egentlige væsen erkendelig for mennesket, da mennesket også er ånd. Problemet med tingen i sig selv er dermed løst.
Fichte, Hegel og Schelling kan alle siges at stå for en objektiv idealisme, da de alle regner med, at der eksisterer noget åndeligt uden for det enkelte menneskes bevidsthed, og vel at mærke noget åndeligt, som er grundlag for alt andet. Hos Hegel og Schelling er dette åndelige grundlag ”verdensånden”, hos Fichte er det ”det absolutte jeg”. Fichtes filosofi er dog også blevet opfattet som subjektiv idealisme, da han mange steder udtrykker sig som om det er menneskets jeg, der er grundlaget for al erkendelse.
- Fichte
- Hegel
- Schelling

## Kernen i den tyske idealisme
Betegnelsen "idealisme" i tysk idealisme henviser til filosofisk idealisme, en epistemologisk og ontologisk position, der fokuserer på den centrale rolle, som ideer eller bevidsthed spiller i at forme virkeligheden. Ideen om idealisme stammer fra det græske ord "idea," der betyder form, mønster eller idé. Inden for filosofien betegner idealisme det synspunkt, at virkeligheden ikke eksisterer uafhængigt af vores bevidsthed eller opfattelse af den.
Tysk idealisme er en åndelig filosofi kendetegnet ved sin betoning af den aktive rolle, som menneskelig bevidsthed eller sind spiller i konstruktionen af virkeligheden. Filosofferne i denne tradition hævder, at vores opfattelse af verden ikke blot afspejler objektive egenskaber ved virkeligheden, men også er formet af vores subjektive bevidsthed. Subjektet, eller den individuelle bevidsthed, anses for at være afgørende for at forstå verden omkring os.
Idealismen i denne kontekst betyder også fokus på subjektets (individets) evne til selvbevidsthed og selvrealisering. Individets bevidsthed og handlinger er centrale for skabelsen af en meningsfuld og fri tilværelse. Filosofferne i denne tradition mener, at mennesket er frit og autonomt og har evnen til at handle uafhængigt. Frihed handler ikke kun om fraværet af ydre begrænsninger, men også om selvbestemmelse og aktiv deltagelse i at skabe ens eget liv.

## Indflydelse i Danmark
Den tyske idealisme har haft en betydelig indflydelse på dansk filosofi og kultur, især i det 19. århundrede. Her er nogle af de vigtigste aspekter af dens indflydelse:
Søren Kierkegaard (1813-1855) er Danmarks mest berømte filosof, og han blev blev kraftigt påvirket af tysk idealisme, især Hegel. Han kritiserede dog også Hegels system, især for dets kompleksitet og manglende fokus på det enkelte individ. Kierkegaard betonede subjektiviteten, troens betydning og det enkelte menneskes eksistentielle valg. Han regnes ofte som en forløber for eksistentialismen og fænomenologien.
N.F.S. Grundtvig (1783-1872) er en dansk teolog, filosof og digter, som også blev påvirket af den tyske idealisme. Han integrerede disse ideer i sit syn på kristendommen og opfordrede til en personlig og inderlig forståelse af tro. Grundtvigs tanker har haft en enorm indflydelse på dansk kultur, uddannelse og folkeliv.
Den danske Guldalder (ca. 1800-1850) inden for kunst og kultur blev også påvirket af idealistiske ideer. Kunstnere som Christoffer Wilhelm Eckersberg og Johan Lundbye blev inspireret af tysk idealisme i deres værker. Dette ses i malerier, der ofte afspejler en romantisk og idealiseret opfattelse af naturen, det nationale landskab og folkelivet.
Tysk idealisme havde også indflydelse på universitetsmiljøet i Danmark, hvor filosofi og humaniora blev påvirket af de intellektuelle strømninger fra Tyskland. Mange danske tænkere og akademikere studerede eller blev inspireret af den tyske filosofi og bragte disse ideer til Danmark.
Den tyske idealismes indflydelse var således bred og prægede ikke kun filosofien, men også andre kulturelle områder som kunst, teologi og uddannelse. På trods af at være en mindre nation spillede Danmark en betydelig rolle i at formidle og udvikle disse filosofiske ideer i en dansk kontekst.
I dag spiller tysk idealisme ikke en direkte dominerende rolle i dansk filosofi eller samfund, men dens påvirkninger og ideer kan stadig findes indlejret i forskellige intellektuelle og kulturelle strømninger. Filosoffer i dag kan stadig trække på ideer fra tysk idealisme, selvom de ofte kombinerer dem med senere filosofiske strømninger. Ved Aarhus Universitet findes der dog en egentlig forskningsenhed for tysk idealisme, der omfatter forskere som Morten Haugaard Jeppesen, Peter Aaboe Sørensen, Thomas Schwarz Wentzer og Anders Moe Rasmussen.

### Primærlitteratur på dansk
- Fichte, Johan Gottlieb (2001): Forsøg på en ny fremstilling af videnskabslæren. Oversat af Poul R. Mørch-Petersen, Det lille Forlag
- Hegel, G. W. F. (1997): Forelæsninger over historiens filosofi. Gyldendal
- Hegel, G. W. F. (2003): Differensen mellem det Fichteske og det Schellingske filosofiske system. I: Slagmark nr. 36, 2002-03
- Hegel, G. W. F. (2004): Retsfilosofi. DLF. Oversat af Claus Brat Østergaard
- Hegel, G. W. F. (2004): To anmærkninger om Spinoza fra G.W.F. Hegels Wissenschaft der Logik. I: Slagmark 39 (2004), s. 43–58. Oversat af Jørgen Huggler.
- Hegel, G. W. F. (2005): Åndens fænomenologi. Gyldendal. Med forord af og oversat af Claus Bratt Østergaard
- Hegel, G. W. F. (2012): Den tyske idealismes ældste systemprogram. I: Tidskrift, 2012. Oversat af Søren Mau og Søren Riis. Arkiveret 2. september 2021 hos  Wayback Machine
- Hegel, G. W. F. (2019): Indledning til æstetikken. København: Forlaget Senmund. Oversat af Jacob Bittner.
- Schelling, F. W. J. (2008). Om den nyere filosofis historie - München-forelæsninger (1827). I: Slagmark - Tidsskrift for idéhistorie, (52), 149–172.
- Schelling, Friedrich (2013): Filosofiske undersøgelser om den menneskelige friheds væsen og de dermed sammenhængende genstande. Philosophia
- Schelling, Friedrich (2018): Om den nyere filosofis historie. München-forelæsninger. Philiosophia
- Schelling, Friedrich (2021): Den transcendentale idealismes system. Philosophia. Forord og oversættelse ved Ulf Houe og Lasse Posborg Michelsen.

### Sekundærlitteratur på dansk
- Bukdahl, Jørgen K. (1996): Introduktion til Hegel, Philosophia
- Frølund, Sune (2002). Hegels differensskrift (1801). Slagmark - Tidsskrift for idéhistorie, (36), 41–48.
- Grøn, Arne. "Splittelse og forsoning. Filosofisk romantik og tysk idealisme." i: Kaos og Kosmos (1989).
- Hansen, Oskar (1971): Hegel. I serien "De store tænkere". Oversættelse og indledning ved Oskar Hansen. Berlingske forlag
- Hartnack, Justus (1979): Fra Kant til Hegel: en nytolkning. Berlingske Forlag
- Huggler, Jørgen (1999): Hegels skeptiske vej til den absolutte viden. En analyse af Phänomenologie des Geistes. MTF
- Huggler, Jørgen & Lise Huggler (2004): Substansen er et subjekt. Slagmark, 36
- Liisberg, Sune. "Afslutningsforfølgelsen:-Den dæmoniske fortvivlelses paranoiaform. I anledning af Kierkegaards kritik af den tyske idealismes subjektbegreb." Semikolon, 6 (2003): 90-101.
- Liisberg, Sune (2008). Schelling og Nietzsche som kritikere af Descartes. Slagmark - Tidsskrift for idéhistorie, (52), 139–148.
- Macherey, P. (2004). Hegels idealistiske Spinoza. Slagmark - Tidsskrift for idéhistorie, (39), 59–68.
- Politikens filosofihåndbog. Politikens Forlag 2010. ISBN 978-87-567-5902-1
- Rasmussen, Anders Moe & Morten Ziethen (red.) (2016). System, frihed og virkelighed: En indføring i den tyske idealismes hovedpositioner. (1 udg.) Forlaget Philosophia.
- Mette Smølz Skau: Grundtræk og udviklingslinjer i den tyske idealisme. Refleks # 44. Institut for filosofi, Pædagogik og Religionsstudier. Syddansk Universitet. Odense.
- Sørensen, Jonas Holst (2004): Den antikke, græske filosofis paradigmatiske betydning for Hegels spekulative tænkning. Slagmark 36
- Sørensen, Peter Aaboe (2004):  At tænke i sammenhæng – om Hegels Einleitung til Phänomenologie des Geistes. Slagmark: 36
- Wind, H.C. (1998): Anerkendelse: et tema i Hegels og i moderne filosofi. Aarhus universitetsforlag
- Wolsing, Peter (2004): Sprog, virkelighed og spekulativ tænkning i Hegels Logik. Slagmark 36
- Wolsing, P. (2017). GWF Hegel. Jurist-og Økonomforbundets Forlag.